# وزارة الخارجية (تايلاند)
وزارة الخارجية (بالتايلندية: กระทรวงการต่างประเทศ)‏ هي الوزارة الحكومية الرئيسية المسؤولة عن العلاقات الخارجية لتايلاند. الوزارة مكلفة بصياغة وتنفيذ السياسات الخارجية لمملكة تايلاند، كما تدير وتحافظ على البعثات الدبلوماسية التايلاندية في جميع أنحاء العالم. يرأس الوزارة وزير الخارجية الذي يعد عضوا في مجلس الوزراء التايلاندي. يتم تعيين الوزير من قبل رئيس الوزراء.

## أنظر أيضا
- علاقات تايلاند الخارجية
- حكومة تايلاند

## وصلات خارجية
- وزارة الخارجية (بالإنجليزية)
- روابط الحكومة التايلاندية
- وزارة الخارجية (بالتايلاندية)